# Luís dos Reis
Luís dos Reis (født 1. februar 1962) er en tidligere brasiliansk fodboldspiller og træner.